# Christian Saint-Roch
Pour les articles homonymes, voir Saint-Roch (homonymie).
Christian Saint-Roch, né le 1er avril 1948 à Montréal, et mort le 6 avril 2014 à Châteauguay, est un musicien et compositeur québécois. Il est connu comme batteur de rock progressif québécois aussi bien que comme compositeur pour de célèbres chanteurs québécois, principalement durant les années 1970.

## Biographie
Christian Saint-Roch provient d'une famille artistique : il est le fils de André « Tom » Saint-Roch, saxophoniste de jazz montréalais et de Hélène Gagnon-Saint-Roch, danseuse et professeur de français-théâtre ; son frère, Frantz Saint-Roch, est aussi saxophoniste et chef d'orchestre,.
Multi-instrumentiste et batteur de jazz depuis sa tendre enfance, il entreprend une brève carrière de chanteur de variété et il enregistre sur 45 tours une version française du succès "Set me free" du groupe "The Kinks", traduite en "Je t'en prie" par Jean Beaulne, du groupe Les Baronets. Dans les années soixante[évasif] il se retrouve à la batterie, son instrument de prédilection, accompagnant le groupe Les Baronets dans lequel chante alors René Angélil. Il se retrouve ensuite dans le monde des chansonniers québécois en devenant le batteur de Jean-Pierre Ferland sous la direction artistique de Franck Dervieux. Ferland ayant abandonné son chef d'orchestre pour l'écriture de l'album Jaune, Saint-Roch se retrouve à la batterie pour l'album Dimension M de Dervieux, disque culte considéré par certains comme premier album de rock progressif québécois de calibre international.
Dervieux souffrant du cancer, Saint-Roch est batteur sur le premier disque du groupe Contraction formé avec d'autres musiciens de l'album Dimension M sous l'influence de Dervieux, mais il est alors embauché par Robert Charlebois, alors « au zénith de sa gloire » avec son orchestre composé de Christian St-Roch à la batterie, Bill Gagnon à la basse, Marcel Beauchamp et Michel Robidoux aux guitares, ainsi que Michel Séguin aux percussions,; ils feront les disques Fu Man Chu et Solidaritude.
Simultanément il compose Le monde est fou, avec des paroles de Luc Plamondon, pour Renée Claude qui paraîtra avec trois autres compositions avec Plamondon sur l'album Ce soir je fais l'amour avec toi en 1973. Diane Dufresne décidera en 1979 de reprendre la conclusion de cette pièce, L'hymne à la beauté du monde, et d'en faire une chanson à part entière. L'œuvre est aussi ré-enregistrée en 1998 par Isabelle Boulay, et est reprise en spectacle par plusieurs interprètes.
Il participe ensuite à la création du Ville Émard Blues Band, dont les autres musiciens de Charlebois, de Contraction et quelques autres forment le noyau dur. Il joue ou partage alors la batterie avec Denis Farmer et Marcel Huot. Il joue aussi de l'orgue, compose et chante dans ce groupe qui se rendra jusqu'au forum de Montréal et qui marquera la musique québécoise dans son ensemble, formant « le chaînon manquant entre Robert Charlebois et  Harmonium ». 
Il signe encore quelques compositions marquantes pour Renée Claude dont la « très jolie » Si tu viens dans mon pays et Je recommence à vivre, compose quelques succès pour Julie Arel (C'est bon, Nos amours) et Véronique Béliveau (L'été) mais il gagne surtout le concours de la chanson officielle des Jeux olympiques d'été de 1976 avec la chanson Je t'aime, sur des paroles de Jean Robitaille et interprétée par Estelle Sainte-Croix,. En 1979, encore une fois sur des paroles de Luc Plamondon, Saint-Roch compose les chansons Fellini et Le Parc Belmont qui paraîtront sur l'album Strip Tease de Diane Dufresne, qui inclut aussi L'hymne à la beauté du monde.
En 1981 il lance son premier et seul disque solo, Romance, un instrumental.
Christian Saint-Roch a composé aussi pour les chanteurs québécois,,,, : Emmanuëlle, Mario Pelchat, René Simard, Fabienne Thibeault et Francesca Gagnon.
Il décède d'un cancer généralisé en 2014 à l'âge de 66 ans. Peu après sa mort, en mai 2014, L'hymne à la beauté du monde fait partie des « chansons qui ont marqué le temps » au sein de l'exposition Musique: le Québec de Robert Charlebois à Arcade Fire au musée McCord à Montréal.

## Discographie partielle

### Albums personnels
- Romance (Polygram p1981; Romance, musique et arrangements musicaux de Christian Saint-Roch)

### Compositions
Œuvres composées par Christian Saint-Roch pour Renée Claude sur des paroles de Luc Plamondon
- Le monde est fou (Barclay, 1973)
- Vous qui vivrez demain (Barclay, 1973)
- Comme tous les matins (Barclay, 1973)
- Demain si le jour se lève (Barclay, 1973)
- Donnons-nous le temps (London, 1975)
- C'est l'amour qui mène le monde (London, 1975)
- Je recommence à vivre (London, 1976, ré-enregistrée par Fabienne Thibeault en 1981 )
- Si tu viens dans mon pays (Transit, 1974, ré-enregistrée par René Simard en 1976)
- Tous ceux qui veulent changer le monde (London, 1976 et ré-enregistrée par la Star Académie en 2012[17],[18])

Œuvres composées par Christian Saint-Roch pour Diane Dufresne sur des paroles de Luc Plamondon
- Hymne à la beauté du monde (Barclay Polygram Inc., 1979 et ré-enregistrée par Isabelle Boulay en 1998)
- Fellini (Barclay, 1979)
- Le parc Belmont (Barclay, 1979)
- Le vieux saxophoniste (album Turbulences / Kébek disk, 1982)

Œuvres composées par Christian Saint-Roch sur des paroles de Luc Plamondon
- Bon voyage (1985-92, Québec-Disk, par Fabienne Thibeault)
- Un ami comme toi (1985, Capitol, par Francesca Gagnon)
- Pour vivre un grand amour (SpecPDA, par Julie Arel)

Œuvres composées par Christian Saint-Roch sur des paroles de Jean Robitaille
- Je t'aime (la chanson des Jeux olympiques d'été de 1976, avec ses déclinaisons du titre en toutes langues. Catalogue Dompierre c1976, par Estelle Sainte-Croix)
- L'été (1977, Tembo, par Véronique Béliveau)
- Prends-moi comme je suis (Tembo, 1977, par Véronique Béliveau)
- C'est bon (1977, Capitol, par Julie Arel)
- Quand tu es là (1977-82, Capitol, par Julie Arel)
- Nos amours (1977, Capitol, par Julie Arel)
- La chanson du monde (1976, éd.G Cloutier, par René Simard)
- La chanson c'est ma vie ( éd. G Cloutier, par René Simard)
- C'est fou mais je t'aime (1976, Solo Inc., par Emmanuëlle)
- Avec amour (1976, Solo Inc., par Emmanuëlle)
- Quand tu n'es pas là (1978, London, par Serge Laprade)
- C'est difficile de vivre (1978, London, par Serge Laprade)
- Quand l'amour va (1978, London, par Serge Laprade)

Œuvres composées par Christian Saint-Roch avec divers paroliers
- Nous, ton père et moi (1978, Capitol, paroles de Robert Laurin par Julie Arel)
- Comme par magie (1974, Funkébec, paroles de Lise Cousineau chanté par Lise Cousineau avec le Ville-Émard Blues Band)
- Make some music (1974, Funkébec, paroles de C. St-Roch, chanté par Christian Saint-Roch avec le Ville-Émard Blues Band)
- Et si c'était l'amour (1992, Manège musique, paroles de R.D. Phillips par Shirley Théroux)
- Besoin de certitude (1991, Manège musique, paroles de C. St-Roch, par Shirley Théroux)
- Alors (1991, Manège musique, paroles de Lambert, par Shirley Théroux)
- Je te veux (1991, Musicor, paroles de Jocelyn Elemond, par Claudie Lavoie)
- On n'a qu'une vie à vivre (1991, Musicor, paroles de Pauline Michel, par Claudie Lavoie)
- J'ai tant besoin de toi (1988, C. Pary Inc, paroles de C. St-Roch, par Chantal Pary)
- Laisse le temps t'offrir cette fleur (1983, Éditions Vibrations, paroles de C. St-Roch, par Mario Pelchat)
- Tu m'as fait mal (1983, Éditions Vibrations, paroles de C. St-Roch, par Mario Pelchat)
- Un monde d'amour (1983, Éditions Vibrations, paroles C. St-Roch, par Mario Pelchat)
- Elle (1983, Éditions Vibrations, paroles de C. St-Roch, par Mario Pelchat)
- La beauté (1981, paroles de Charles Baudelaire, par Monique Leyrac)
- Ça n'a pas d'importance (1981, Kébec-Disk, paroles de Fabienne Thibeault, par Fabienne Thibeault)
- Envie de danser (1985, Capitol, paroles de Jimmy Victime par Francesca Gagnon)
- Il est parti (1981, Capitol, paroles de C. St-roch, par Francesca Gagnon)
- Souvenir (1981, Capitol, paroles C. St-Roch et A. Lopez, par Francesca Gagnon)
- C'est lui que j'aime (paroles de C. St-Roch par Francesca Gagnon)
- Je t'ai aimé (paroles de C. St-Roch par Francesca Gagnon)
- Parce que tu lui ressembles (paroles de Jocelyne Berthiaume par Francesca Gagnon)

Œuvres instrumentales sans paroles composées par Christian Saint-Roch
- Affaire C.S.R. vs Marlyle Killer & Stobert Ranley (1975, Funkébec, par le Ville-Émard Blues Band)
- Romance (1981, Polygram)
- Passion (1981, Polygram)
- Jusqu'à l'aurore (1981, Polygram)
- Espoir (1981, Polygram)
- Reviens (1981, Polygram)
- Soleil (1981, Polygram)
- Boogie classique (1981, Polygram)

## Référence
1. 1 2 3 4 5 6  Sylvain Cormier, Décès de Christian Saint-Roch, Le Devoir, 11 avril 2014.
2. ↑  Archives du Festival International de Jazz de Montréal "St-Roch Big Band, 7 juillet 1984, théâtre du parc Lafontaine"
3. ↑  Guy Nadon, Le roi du drum, Autobiographie d'un battant, Auteurs : Guy Nadon, Jean-Pierre Douville, Les éditions Québec-livres, novembre 2009,  (ISBN 9782764014981)
4. ↑  Benjamin Shulman, « Christian St. Roch - Je T'en Prie ("Set Me Free") - Mod Beat », 8 juillet 2016 (consulté le 27 mars 2019)
5. 1 2  Jean-Christoffe Laurence, Ré-édition de Dimension M : mémoire d'outre-tombe pour Franck Dervieux,  La Presse, 26 août 2012.
6. 1 2  Sylvain Cormier, Ville-Émard Blues Band au complet 1973-75, Le Devoir, le 6 novembre 2004.
7. ↑  Bibliothèque et Archives Canada No AMICUS 27084815
8. ↑  Bibliothèque et Archives Canada No AMICUS 12732445
9. ↑  Bibliothèque et Archives Canada Nombre: SO.21101
10. ↑  Bibliothèque et Archives Canada No AMICUS 5033410
11. ↑  Bibliothèque et Archives Canada Nombre: SO.25511
12. ↑  Bibliothèque et Archives Canada Nombre: NO.1830
13. ↑  Bibliothèque et Archives Canada Nombre: NL.5727
14. ↑  Bibliothèque et Archives Canada Nombre: KD-9107DJ
15. ↑  Bibliothèque et Archives Canada Nombre: BEC-775
16. ↑  Éric Clément La chanson, véhicule de l'histoire du Québec, La Presse, 18 mai 2014
17. ↑  Bibliothèque et Archives Canada No AMICUS 40380829
18. ↑  Lancement de l'album de Star Académie 2012, La Presse, 7 mars 2012